# ジョン・ヘイグ
ジョン・ジョージ・ヘイグ（英語: John George Haigh, 1909年7月24日 - 1949年8月10日）は、イギリスのシリアルキラー（連続殺人者）。
「『CORPUS DELICTI』が無ければ罪に問われない」という法律の条文を「殺人を犯しても死体が発見されない限り罪に問われない」と解釈し、被害者9人の遺体を自宅敷地内の工場にあったドラム缶に入れ、硫酸で溶かして処分して完全犯罪を企もうとした。

## 犯行

### 事件発覚
1949年2月20日、ヘイグは老婦人と共にロンドン市警察を訪れ、同じホテルに宿泊しているオリーブ・デュランド＝ディーコン夫人が一昨日から戻ってこないと告げた。ディーコン夫人と親しい間柄である老婦人は「ディーコン夫人はヘイグが経営する工場に投資するかどうか彼と共に見学に出かけて帰ってこない」と訴えた。一方、ヘイグはディーコン夫人に工場を案内する予定があったことは認めたが、彼女と会えなかったと主張した。ヘイグの言動に不審を抱いた警察が調査してみたところ、彼は過去に詐欺や窃盗で3度も服役していたことが判明し、警察はただちにヘイグの工場の捜査に向かった。
サセックス州にあるヘイグの工場とは名ばかりの倉庫で、警察は38口径のピストルと実弾、ガスマスク、ゴム製エプロン、ゴム手袋、ゴム長靴、特殊なガラス瓶、ドラム缶、女性のバッグや靴などを発見したが、ディーコン夫人に投資話を持ちかけていた付け爪の製造などはまったく見られなかった。後日、ディーコン夫人の宝石やコートを売り払っていた事実を聞き込みで突き止めた警察が詰問すると、ヘイグは笑顔でこう言った。
| 「 | 彼女を殺したのは私ですが、硫酸で跡形もなく溶かしてしまったから殺人事件として立件できませんよ。 | 」 |

完全犯罪を成し遂げたと思い込んだヘイグは、他の女性たちもディーコン夫人同様に殺害後、ドラム缶の硫酸風呂で処理したと告白した。

### 完全犯罪の崩壊
得意満面なヘイグは警察の捜査にかなり協力的であり、犯行の一部始終を話していた。しかし、硫酸による溶解で完全に人体が消滅すると思っていたヘイグは、遺留物を発見が困難な下水や海などに流すことなく、ドラム缶を転がして移動させ、中の硫酸と遺留物を比較的発見が容易な庭に遺棄していたというミスを犯した。
これを自供から知った警察は、倉庫内から庭までドラム缶が転がされた跡を綿密にたどって遺棄地点を探し出し、その地帯の土壌を徹底的に調べ上げた。すると、硫酸が溶かしきれなかった人体の脂肪、人骨、胆石、入れ歯などがわずかながら発見された。人骨や胆石などがディーコン夫人の特徴と一致したうえ、入れ歯が彼女の歯科医によりディーコン夫人のものであると証明されたことにより、ヘイグは逮捕された。
その後、公判中もヘイグは物的証拠の少なさから死刑にはならないと思っていたのか、自ら主張する精神異常を装うためか「被害者の血を飲んだ」と供述したり、クロスワードパズルに熱中したりしていた。だが、陪審員は評議に入ってからわずか5分で全員一致の謀殺罪で有罪の評決を出し、ヘイグに死刑判決が下された。
1949年8月10日、ヘイグはロンドンのワンズワース刑務所でアルバート・ピアポイントの手により、絞首刑となった。

## CORPUS DELICTI
これはラテン語で、直訳すると「死体」とも取れるが、法律用語としては「犯罪構成要件」という意味であり、殺人以外の犯罪においても使用される。
殺人の場合、一般的に犯罪構成要件は「人を殺した事実」であり、死体が発見されなくともその他の証拠などから人を殺したことが証明できれば、裁判で有罪になることもある。